# Wedelia uniflora
Wedelia uniflora là một loài thực vật có hoa trong họ Cúc. Loài này được (Spreng.) W.R.B.Oliv. miêu tả khoa học đầu tiên năm 1917.